# Johan G. Lammers
Johan Gerrit (Hans) Lammers (Epe, 5 november 1941 – Zandvoort,  1 april 2025) was een Nederlands jurist gespecialiseerd in het internationaal publiekrecht, in het bijzonder het internationaal milieurecht.

## Biografie
Lammers volgde het Gymnasium-B aan het Maerlant Lyceum in Den Haag van 1954 tot 1960 en begon vervolgens aan een studie rechten aan de Universiteit Leiden, waar hij in 1967 afstudeerde als meester in de rechten. Het jaar daarop behaalde hij nog een Master of Laws-graad aan de Columbia-universiteit in New York. Na zijn studie begon hij als docent en wetenschappelijk (hoofd)medewerker internationaal publiekrecht aan zijn alma mater; uiteindelijk zou hij daar in 1984 cum laude promoveren op het proefschrift Pollution of international watercourses. A search for substantive rules and principles of law. Zijn promotor was Peter Kooijmans. Na zijn promotie werd hij jurist bij het ministerie van Buitenlandse Zaken. In 1989 volgde hij Adriaan Bos op als plaatsvervanged juridisch adviseur, de tweede jurist van het departement, na het pensioen van Godert Maas Geesteranus.
In juli 1999 werd Lammers benoemd tot juridisch adviseur van het ministerie. In die hoedanigheid vertegenwoordigde hij samen met Niels Blokker Nederland voor het Internationaal Gerechtshof in de zaak Legality of Use of Force (Servië en Montenegro/Nederland) (2004). Daarnaast trad hij ook namens Nederland op voor het Permanent Hof van Arbitrage in de zaken Application of the Additional Protocol to the Convention of 3 December 1976 on the Protection of the Rhine against Pollution by Chlorides, 2000 - 2004 (tegen Frankrijk) en de IJzeren Rijn (tegen België). Uit hoofde van zijn functie als juridisch adviseur was Lammers vanaf februari 2000 ook lid van de Nederlandse nationale groep in het Permanent Hof van Arbitrage. In november 2006 ging Lammers met pensioen als juridisch adviseur; hij werd in die functie opgevolgd door Liesbeth Lijnzaad. Bij zijn pensioen werd hem een liber amicorum aangeboden getiteld The Netherlands In Court.
Met ingang van 1 december 1986 werd hij Lammers benoemd tot gewoon hoogleraar aan de Universiteit van Amsterdam, met als leeropdracht het volkenrecht en de leer der internationale betrekkingen. In 1989 nam hij afscheid als hoogleraar in verband met zijn benoeming tot plv. juridisch adviseur, maar het jaar daarop werd hij andermaal benoemd tot hoogleraar met als leeropdracht het internationaal milieurecht, in het bijzonder de volkenrechtelijke aspecten van het milieurecht. In 2009-2010 bekleedde hij de G.J. Wiarda-wisselleerstoel aan de Universiteit Utrecht. Van 2011 tot 2023 was hij lid van de Commissie van advies inzake volkenrechtelijke vraagstukken.
Lammers overleed in 2025 op 83-jarige leeftijd. Hij was getrouwd en had vier kinderen.